# Commelina singularis
Commelina singularis là một loài thực vật có hoa trong họ Commelinaceae. Loài này được Vell. mô tả khoa học đầu tiên năm 1829.